# Armeefeldstecher 8x30
Der Armeefeldstecher 8x30 ist ein Fernglas des Schweizer Herstellers Kern & Co, bzw. ab 1988 der deutschen Firma Leitz (heute Leica Camera). Das Porroprismen-Fernglas war das offizielle Dienstglas der Schweizer Armee.

## Technische Daten
- Vergrößerung 8 x 30
- Gewicht 0,58 kg
- Lichtstärke 14,1
- Dämmerungszahl 15,5
- Gesichtsfeld auf 1000 m 150 m